# Zdychavské skalky
Zdychavské skalky je přírodní rezervace v oblasti Muráňské planiny.
Nachází se v katastrálním území obce Muránska Zdychava v okrese Revúca v Banskobystrickém kraji. Území bylo vyhlášeno či novelizováno v roce 1988 na rozloze 2,5400 ha. Ochranné pásmo nebylo stanoveno.